# Gouloundouma
Gouloundouma (ou Gouloudouma, Goulouadouma) est un village de l'extrême-nord du Cameroun, situé dans l'arrondissement de Waza et le département du Logone-et-Chari, à la frontière avec le Nigeria.

## Population
Lors du recensement de 2005, la localité comptait 88 habitants.